# Lizzie Velásquez
Lizzie Velásquez (13. března 1989 Austin) je americká aktivistka, youtuberka a žena se vzácnou nemocí.

## Život
Narodila se jako nejstarší ze tří sourozenců Velásquezových. Její rodiče jsou Rita Velásquez a Guadalup Velásquez. Když se narodila, její porodní váha byla pouze 1,2 kg. Studovala na univerzitě v Texasu do roku 2012 v oboru komunikační studia. Lizzie je věřící, je římská katolička. O své víře ale párkrát něco pověděla: „Byla to moje skála skrze všechno, jen jsem měla čas být sama a modlit se a mluvit s Bohem a vědět, že je tam pro mě.“

## Zdravotní stav
Lizzien stav je velmi vzácný, dříve byla její nemoc nediagnostikovatelná. Její stav nese podobnosti s mnoha dalšími podmínkami. Lékařští výzkumníci na Univerzitě v Texasu dříve spekulovali, že její porucha může být forma novorozeneckého progeroidního syndromu (NPS) (Wiedemann-Rautenstrauchův syndrom), který neovlivňuje Lizzieny zdravé kosti, orgány a zuby. To se však potvrdilo.
Lizzie není schopna přibrat na váze, což je charakteristickým znakem její vzácné poruchy. Nikdy nevážila více než 29 kg a údajně má téměř 0 % tělesného tuku. Navíc je povinna jíst po celý den mnoho malých jídel a občerstvení. Lizzie je slepá na její pravé oko, které se začalo kalit, když jí byli 4 roky. Navíc i její levé oko je v docela špatném stavu.
Kolem roku 2015 bylo zjištěno, že Lizzie Velásquez a další žena jménem Abby Solomon s podobnou, ale méně závažnou variantou stavu mají mutace v genu FBN1.

## Kariéra
Od té doby, co se objevila ve videu zveřejněném na YouTube v roce 2006, když jí bylo 17 let, se Lizzie vyslovila proti šikaně. V lednu 2014 zveřejnila video, které na YouTube získalo více než 54 milionů zhlédnutí. Lizzie je především známá svým optimismem.
Její první práce vytvořena s matkou Ritou, je auto-publikovaná autobiografie publikovaná v roce 2010 v angličtině a španělštině. Říká se jí Lizzie Beautiful. Zahrnuje dopisy, které jí matka napsala když byla ještě dítě.
Lizzie také napsala dvě knihy zaměřené na děti, které sdílejí osobní příběhy a nabízejí rady. Knihy se jmenují Be Beautiful a Be You. Zde sdílí svou cestu „objevovat, co nás opravdu dělá krásnými, a učí čtenáře, aby rozpoznali své jedinečné dary a požehnání“. Kniha je k dispozici také ve španělštině pod názvem Sé bella. Obě knihy byly vydány nakladatelstvím Redemptorist a Liguori Publications.
O Lizzie je natočen i dokumentární film s názvem Brave Heart. Film měl premiéru na SXSW 14. března 2015.